# گیسو چمن (سرده)
گیسو چمن (نام علمی: Taeniatherum) نام یک سرده از تیره گندمیان است.